# اندیشه هو شی مین
اندیشه‌ هو شی مین، باورهای فلسفی و سیاسی است که برپایهٔ مارکسیسم–لنینیسم و افکار هوشی مین بنا شده‌است. این اصطلاح را حزب کمونیست ویتنام از سال ۱۹۹۲ ابداع و به رسمیت شناخته‌است. این باورها در حقیقت تفسیری است از ایدئولوژی مارکسیسم-لنینیسم که با شرایط ویتنام همگام گردیده است. لازم به ذکر است که این ایده‌ها صرفاً عقاید شخصی هوشی مین نیست بلکه نمایانگر سیاست‌های حزب کمونیست ویتنام هم می‌باشد.

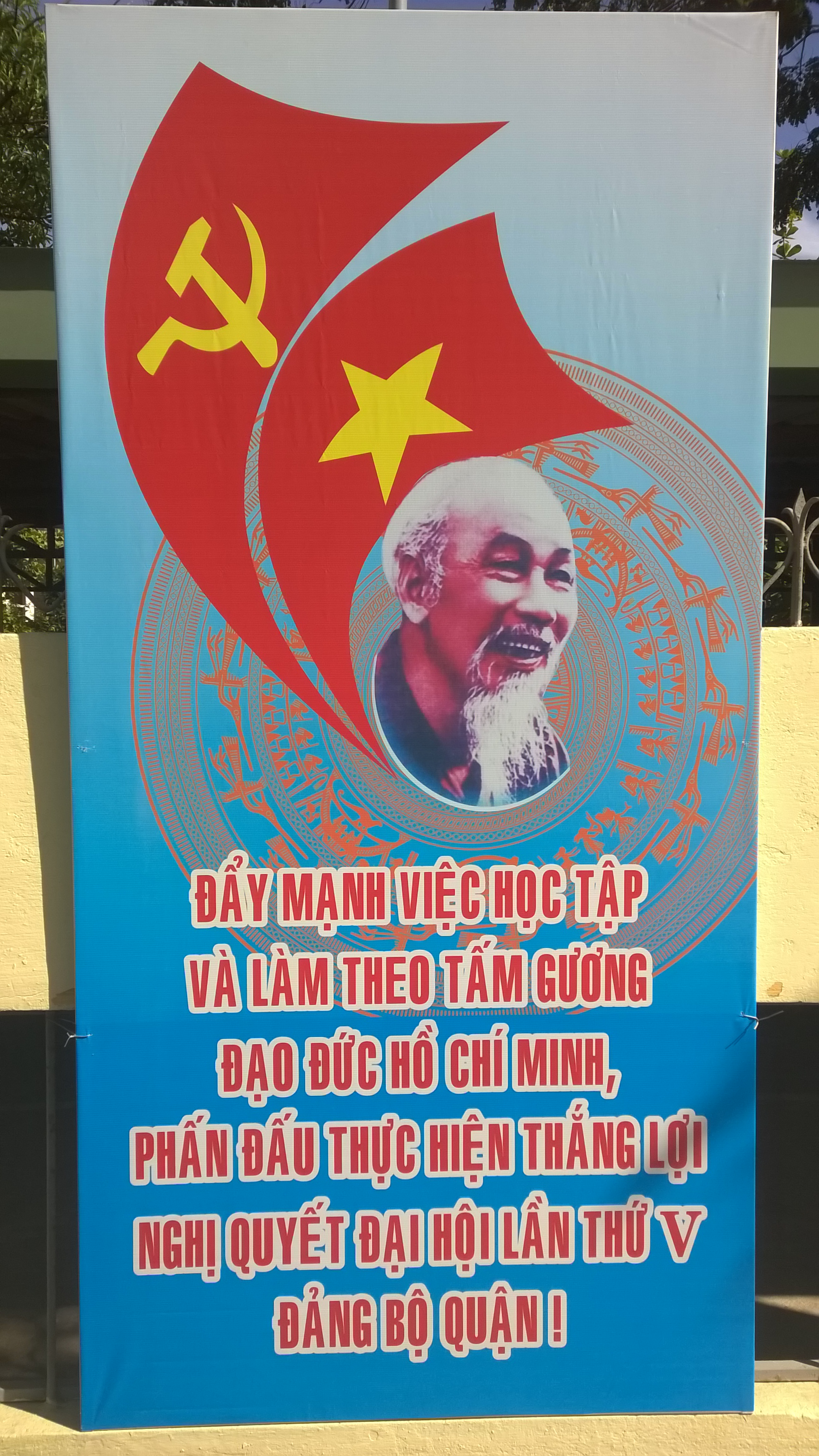
پوستر تبلیغاتی حزب کمونیست ویتنام از هوشی مین

## ریشه‌ها
هستهٔ اصلی این ایدئولوژی را همانند مائوئیسم دهقانانی می‌سازند که در جوامع ماقبل صنعتی جانشینان پرولتاریا می‌باشند که قرار است نقش پیشتازان انقلابی را بازی کنند.
ریشه‌های اندیشه‌های هوشی مین را موارد زیر می‌سازند:
- مارکسیسم-لنینیسم
- اندیشه‌های فرهنگی شرق همچون کنفسیوسیسم و بودیسم
- اخلاق شخصی هوشی مین

### رابطه هو با کنفسیوس
هو شی مین در طول زندگی خود بسیار آرای کنفسیوس را مطالعه می‌کرد و از بزرگترین منتقدان اخلاق کنفسیوسی بود. علی‌رغم این انتقادات، محققان معتقدند که باورهای کنفسیوسی به‌ویژه اصل تزکیه نفس که قانونی در حزب کمونیست ویتنام نیز می‌باشد، تأثیرهای فراوانی بر عقاید مین گذاشته‌است. البته همواره حزب کمونیست ویتنام این گرایش کنفسیوسی را در مین رد کرده‌است.

هوشی مین پس از سی سال مطالعه در آیین کنفسیوس به‌طور خلاصه نوشته بود:
جنبهٔ مثبت آیین کنفوسیوس درس اخلاق شخصی است. جنبهٔ مثبت مسیحیت خیرخواهی سخاوتمندانه است. جنبهٔ مثبت مارکسیسم روش دیالکتیکی است. جنبهٔ مثبت سان یات سن این است که تفکر او با شرایط واقعی ویتنام سازگار است. کنفوسیوس، عیسی و مارکس به دنبال سعادت و رفاه جامعه بودند. اگر آنها هنوز زنده بودند، مطمئناً با هم گفتگو می‌کردند. و من معتقدم که آنها دوستان خوبی در کنار هم زندگی می‌کردند. من نیز سعی می‌کنم به عنوان یک دانشجوی به کار گیرنده از آنها چیزی یاد بگیرم.

## اصول ایدئولوژیک

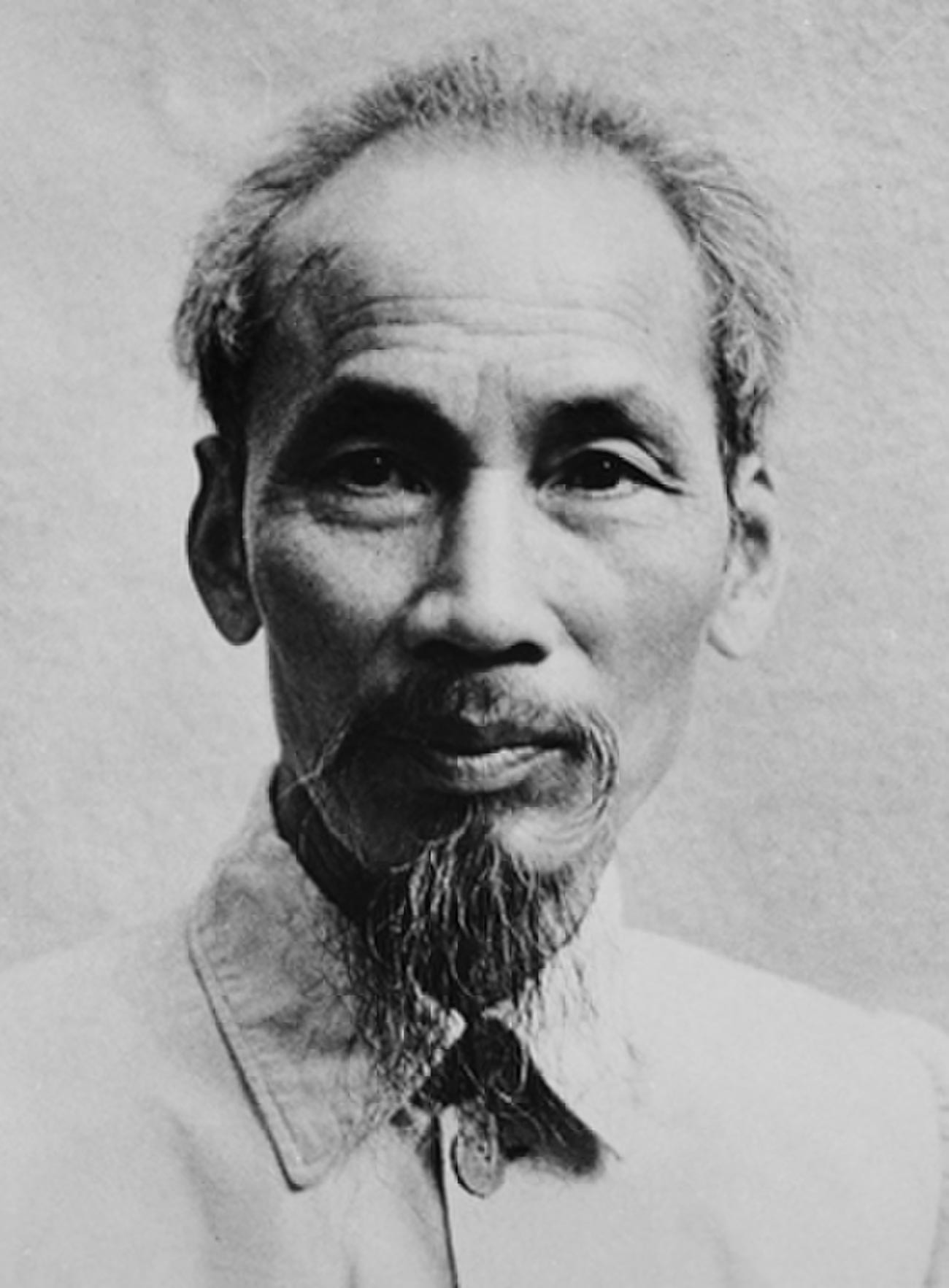
پرتره‌ای از هو شی مین

طبق تعاریف حزب کمونیست ویتنام اصول ایدئولوژی هوشی مین را موارد زیر تشکیل می‌دهند:
- رهایی ملی، رهایی طبقاتی، رهایی انسان
- استقلال ملی
- وحدت ملی
- مالکیت مردم؛ ساختن دولت واقعی مردم توسط مردم برای مردم
- دفاع ملی از همهٔ مردم، ساخت نیروهای مسلح مردمی
- توسعه اقتصادی و فرهنگی، بهبود مستمر زندگی مادی و معنوی مردم
- اخلاق انقلابی نیازمند صرفه جویی، صداقت، درستی و بی‌طرفی است
- مراقبت از پرورش نسل‌های انقلابی برای زندگی در آینده
- ساختن یک حزب پاک و قوی که کادرها و اعضای حزب هم رهبران و هم خدمتگزاران وفادار مردم می‌باشند

چیزی که در تفکرات هوشی مین بسیار برجسته است مرکزیت حزب به عنوان راهبر در یک جنبش آزادی‌بخش ملی می‌باشد. هوشی مین می‌اندیشید که صلح بشردوستانه و خشونت انقلابی در ستیزی دیالکتیکی قرار دارند که سنتز آن حفظ صلح، استقلال و رهایی ملی می‌باشد.
همچنین جامعه و اقتصاد سوسیالیستی مدنظر مین این ویژگی‌ها را داشت:
- سوسیالیسم جامعه‌ای است با نیروی تولید بسیار توسعه یافته که با پیشرفت تکنولوژیکی-علمی، فرهنگی و انسانی همراه است که دارای کشوری قدرتمند نیز می‌باشد.
- اجرای اصل مالکیت کارگران بر ابزار تولید و اجرای اصل توزیع نیروی کار
- ساخت حکومت دیکتاتوری پرولتاریا مبتنی بر اتحاد کارگران صنعتی، کشاورزی و فکری تحت رهبری حزب کمونیست
- یک جامعه سوسیالیستی دارای سیستمی از روابط اجتماعی سالم، عادلانه و برابر است که بدون تقابل بین کار فکری و دستی یا بین مناطق شهری و روستایی استوار شده‌است.

ما باید بخش اقتصادی دولتی را توسعه دهیم تا بستری مادی برای سوسیالیسم ایجاد کنیم و اصلاحات سوسیالیستی را ترویج دهیم.
 هو شی مین
هوشی مین به گذار تدریجی به سوسیالیسم باور داشت و مشابه سوسیالیسم چینی به توسعهٔ نیروهای تولید بسیار تأکید می‌کرد. به گفته هوشی مین، زمانی که اقتصاد ویتنام پس از انقلاب وارد دورهٔ گذار به سوسیالیسم شده بود یک اقتصاد کشاورزی تا حد زیادی منسوخ بود که هنوز توسعهٔ سرمایه‌داری را تجربه نکرده بود. وی به ویژه به تضاد اساسی دورهٔ گذار یعنی تضاد بین نیازهای بالای زمان توسعه کشور و وضعیت اقتصادی-اجتماعی طبقهٔ کارگر توجه ویژه‌ای داشت. هوشی مین همچنین بر استفاده از تجربیات سایر کشورهای سوسیالیستی در ساختن سوسیالیسم و کمک و همکاری بین‌المللی تأکید فراوانی داشت.

اگر چه هوشی مین معتقد بود که ویتنام در سال ۱۹۵۴ وارد مرحلهٔ گذار به سوسیالیسم شده‌است اما او همچنان در این باور بود که ویتنام هنوز «یک رژیم دموکراتیک است که مردم در آن حاکم هستند نه یک دولت سوسیالیستی». به گفته وی، برای رسیدن به مرحلهٔ واقعی توسعهٔ سوسیالیستی، توسعهٔ بخش دولتی از اهمیت بالایی برخوردار است زیرا که نبود آن منجر به شکست می‌گردد. لازم است ذکر شود که بحث گذار به سوسیالیسم در ویتنام در قرن بیست و یکم همچنان نیز ادامه دارد و حزب کمونیست به‌دنبال برقراری آرمان‌های خود است. در این‌باره نگوین فو ترونگ، دبیرکل سابق حزب کمونیست و رئیس‌جمهور کنونی ویتنام گفته بود که عوامل توسعهٔ سوسیالیستی در دوران گذار به سوسیالیسم با عوامل غیرسوسیالیستی رقابت می‌کنند که این از خصلت‌های سرمایه‌داری است.

## اخلاق در آرای مین
یک جنبهٔ خاص در تفکر هوشی مین تأکید بر ارزش‌های اخلاقی و اخلاق شخصی است. ارزش‌های شخصی هوشی مین مرتباً توسط حزب مورد حمایت قرار می‌گیرد و به اعضای حزب آموزش داده می‌شود تا ارزش‌های شخصی مین را به نمایش بگذارند: ارزش‌هایی چون تمرین الگوی سخت‌کوشی، صرفه‌جویی، درستکاری، راستگویی، روحیه عمومی و ایثار در خدمت به کشور و مردم. محور اصلی اخلاق هوشی مین را داشتن سبک زندگی متواضعانه فارغ از دغدغه‌های مادی، در عین حال وقف کردن خویش در خیر عمومی در راه پیشرفت سوسیالیسم و تعیین سرنوشت می‌سازند. هوشی مین در سراسر زندگی خود دربارهٔ اخلاق نوشت و منتقد سرسخت فردگرایی بود. او در مقاله‌ای کوچک به نام «برقرار باد اخلاق انقلابی، نابود باد فردگرایی» براین موضوع تأکید فراوانی کرده بود. ارزش‌های اخلاقی هوشی مین قسمتی اجباری از برنامه‌های درسی مدارس سراسر کشور ویتنام است.

## انتشار ایدئولوژی
در هفتمین کنگرهٔ ملی حزب کمونیست ویتنام که در سال ۱۹۹۱ در هانوی برگزار شد، مقرر شد که دو اندیشهٔ مارکسیسم-لنینیسم و هوشی مین اساس ایدئولوژی حزب می‌باشد. همچنین از این کنگره به بعد آموزش آرای مین در همهٔ دانشگاه‌های ویتنام به عنوان یک درس اجباری برای دانشجویان همه رشته‌ها تدریس می‌شود.